# サンシャイン・ボーイズ
『サンシャイン・ボーイズ』（原題：The Sunshine Boys）は、1972年に発表されたニール・サイモンによる戯曲。かつて“サンシャイン・ボーイズ”として一世を風靡し、老いて不仲となった二人の元コメディアンが、再起のため奮闘する様子を描いた喜劇である。二幕構成の劇で、ブロードウェイで初演された。
後に映画化やテレビドラマ化も行われ、日本ではテアトル・エコーなどで舞台化された。

## あらすじ
アル・ルイスとウィリー・クラークは、かつて二人組のコメディアン“サンシャイン・ボーイズ”として成功を収めていた。だが、二人は次第に不仲となり、結成から43年後に喧嘩別れのような形で解散する。
解散から11年後。老いた二人は一度も会うことはなく、アルは芸能界から引退、ウィリーは仕事がなくなり惨めな生活を送っていた。ある日、ウィリーのもとに、マネージャーで甥のベン・シルバーマンがテレビの特番に出演という大仕事を持ってくるが、それは「サンシャイン・ボーイズが復活し、往年のコントを披露する」という話だった。
ウィリーは、再び脚光を浴びるチャンスであることからオファーをしぶしぶ受け入れ、アルと再会する。試しに行った稽古はいがみ合いや口論が絶えないものとなるが、アルの娘の言葉もあり、二人は久々の公演をやり遂げることを決意する。

## 舞台 (オリジナル)
1972年12月20日、エマニュエル・アゼンバーグプロデュース、アラン・アーキン監督によってブロードウェイで初演された。トニー賞にノミネート。

### キャスト
- アル・ルイス: サム・レヴェン（英語版）
- ウィリー・クラーク: ジャック・アルバートソン
- ベン・シルバーマン: ルイス・J・スタドレン（英語版）

## 舞台 (日本)

### テアトル・エコー
1984年10月、テアトル・エコーによって初演。1985年10月に再演された。その後、1998年11月に主要キャストが続投し再公演が行われ、2002年、2005年に再演された。演出・翻訳は酒井洋子。
文化庁芸術祭優秀賞受賞。第19回紀伊國屋演劇賞個人賞受賞。

#### キャスト
※1984年版
- アル・ルイス: 納谷悟朗
- ウィリー・クラーク: 熊倉一雄
- ベン・シルヴァーマン: 安原義人
- 槐柳二
- 永井寛孝
- 山田康雄 - 声の出演

※1998年版
- アル・ルイス: 納谷悟朗
- ウィリー・クラーク: 熊倉一雄
- ベン・シルヴァーマン: 安原義人
- 派遣看護婦: 丸山裕子
- 看護婦役: 吉川亜紀子
- エディー: 松原政義
- 患者役: 石本竜介
- 山田康雄 - 声の出演
- 多田野曜平 - 声の出演（再演のみ[6]）

### 東京芸術劇場
1994年、東京芸術劇場にて公演された。翻訳は小田島雄志と小田島若子。演出は小林裕。

#### キャスト
- ウィリー・クラーク: 名古屋章
- アル・ルイス: 仲谷昇
- ベン・シルバーマン: 下村彰宏

### パルコ劇場
2008年6月、パルコ劇場にて公演された。翻訳は福田美環子。演出は福田陽一郎。

#### キャスト
- ウィリー・クラーク: 江守徹
- アル・ルイス: 西岡德馬
- ベン・シルバーマン: 笠原浩夫
- 訪問看護婦: 高谷あゆみ
- 看護婦: 山崎ちか
- 患者: 池谷尚史
- AD: 大橋てつじ

### 加藤健一事務所
2022年、加藤健一によって「事務所創立40周年」「役者人生50周年」記念、及びニール・サイモンの追悼公演として行われた。翻訳は小田島恒志と小田島則子。演出は堤泰之。
第47回菊田一夫演劇賞受賞。

#### キャスト
- ウィリー・クラーク: 加藤健一
- アル・ルイス: 佐藤B作
- ベン・シルバーマン: 佐川和正
- ミス・オニール: 田中利花
- コントの患者: 照屋実
- エディー: 加藤義宗
- コントのナース: 韓佑華
- 清水明彦 - 声の出演
- 加藤忍 - 声の出演

## 映画
1975年、メトロ・ゴールドウィン・メイヤーによって映画化された。監督はハーバート・ロス、主演はウォルター・マッソーとジョージ・バーンズ。日本では劇場未公開だが、ソフト発売が行われている。
Rotten Tomatoesでは肯定的な評価が多く、「名優と、ハーバート・ロスの穏やかな演出との間のきらめく化学反応のおかげで、この甘美でゆったりしたコメディーは、ニール・サイモンの最高の映画化作品にランクされる」と評されている。
当初はレッド・スケルトンとジャック・ベニー主演の予定だったが、スケルトンは出演料に不満を持ち降板。ベニーは途中で膵臓癌のため降板を余儀なくされ、彼の推薦でジョージ・バーンズとなった。バーンズは舞台を中心に活動していたため1939年以来映画に出演していなかったが、本作で映画でのキャリアを復活させ、「非常に活発な年配のコメディスター」として再評価されることとなった。

### キャスト
| 役名                 | 俳優                     | 日本語吹替 |
| -------------------- | ------------------------ | ---------- |
| ウィリー・クラーク   | ウォルター・マッソー     | 熊倉一雄   |
| アル・ルイス         | ジョージ・バーンズ       | 西村晃     |
| ベン・クラーク       | リチャード・ベンジャミン |            |
| スケッチの看護師     | リー・メレディス         |            |
| ドリス・グリーン     | キャロル・アーサー       |            |
| ウォルシュ氏         | ハワード・ヘッセマン     |            |
| テレビ局マネージャー | ロン・リフキン           |            |

- 日本語吹替: JAL機内上映版[9]

### スタッフ
- 監督: ハーバート・ロス
- 製作: レイ・スターク
- 原作・脚本: ニール・サイモン
- 撮影: デヴィッド・M・ウォルシュ（英語版）

### 受賞
- アカデミー賞[10]
  - 助演男優賞（ジョージ・バーンズ）
- ゴールデングローブ賞[11]
  - 作品賞 (ミュージカル・コメディ部門)
  - 主演男優賞 (ミュージカル・コメディ部門)（ウォルター・マッソー）
  - 助演男優賞（ジョージ・バーンズ）

## テレビ映画
『サンシャイン・ボーイズ すてきな相棒』の題で、1996年に製作された。主演はピーター・フォークとウディ・アレン。オーストラリアでビデオ発売後、1997年12月28日にCBSで初放送された。日本では劇場未公開だが、ソフト発売が行われている。

### キャスト
| 役名               | 俳優                       | 日本語吹替 |
| ------------------ | -------------------------- | ---------- |
| ウィリー・クラーク | ピーター・フォーク         | 田中信夫   |
| アル・ルイス       | ウディ・アレン             | 納谷六朗   |
| ナンシー           | サラ・ジェシカ・パーカー   | 田中敦子   |
| アン               | ウーピー・ゴールドバーグ   | 磯辺万沙子 |
| キャロル           | イーディ・ファルコ         | 金野恵子   |
| スコット           | マイケル・マッキーン       | 田原アルノ |
| ジェリー           | デヴィッド・リップマン     | 稲葉実     |
| ハリー             | マーウィン・ゴールドスミス | 島香裕     |

### スタッフ
- 監督・製作: ジョン・アーマン（英語版）
- 製作総指揮: ロバート・ハルミ・Sr.（英語版）
- 原作・脚本: ニール・サイモン
- 撮影: トニー・イミ
- 音楽: スティーヴン・ソンドハイム、アーウィン・リランド・フィッシュ

日本語版
- 演出: 川合茂美
- 翻訳: 山田小枝子
- 調整: 田中和成
- 効果: 倉橋静男
- 録音: オムニバス・ジャパン
- 制作: 東北新社

## 書籍
- ニール・サイモン 著、酒井洋子 訳『ニール・サイモン戯曲集 2』早川書房、1984年。ISBN 9784152032713。
- ニール・サイモン 著、酒井洋子 訳『ニール・サイモン Ⅱ サンシャイン・ボーイズ』早川書房〈ハヤカワ演劇文庫〉、2007年。ISBN 9784151400056。